# Stadion (stacja metra w Wiedniu)
Stadion – jedna ze stacji metra w Wiedniu na linii U2. Została otwarta 10 maja 2008. 
Znajduje się w 2. dzielnicy Wiednia, Leopoldstadt. Została zbudowana na wiadukcie, na skrzyżowaniu Vorgartenstraße / Meiereistraße. Jej nazwa pochodzi z jednej strony od Ernst-Happel-Stadion, z drugiej strony od Ferry-Dusika-Hallenstadion, które znajdują się w pobliżu stacji.